# 维卡瑞亚

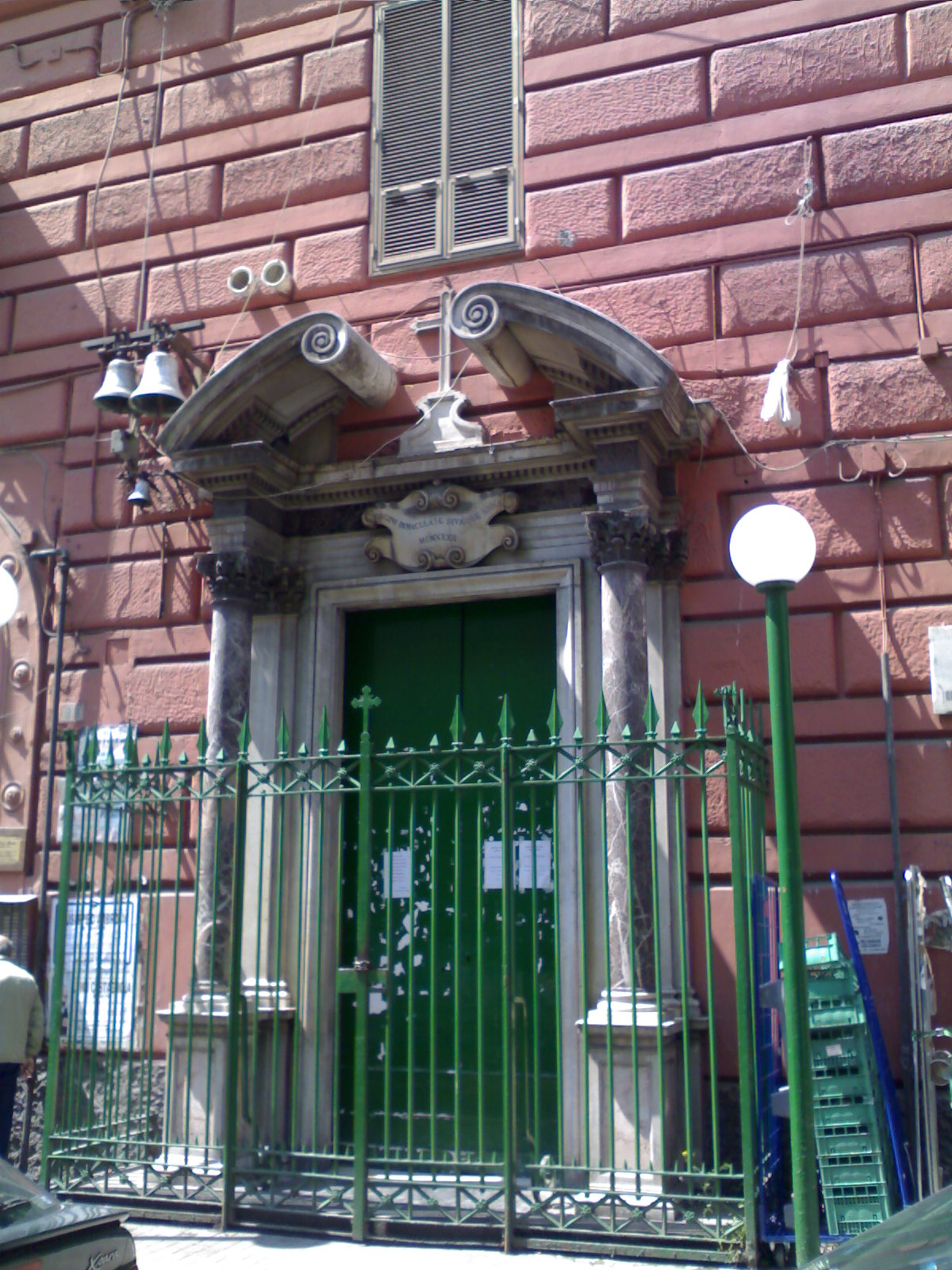
Sant'Anna al Vasto立面细部

维卡瑞亚（意大利文：Vicaria，意为副神父住宅），是意大利南部那不勒斯的一个区。它的名字来自法庭街东段（via dei Tribunali，在圣老楞佐区），一度被称为维卡瑞亚街（via della Vicaria），因为西班牙统治时期的主要法庭设在这条街东端的Palazzo Ricca。
40°51′38″N 14°16′23″E / 40.86056°N 14.27306°E